# Saxby (Vormsi)
Koordinaten: 59° 1′ N, 23° 8′ O

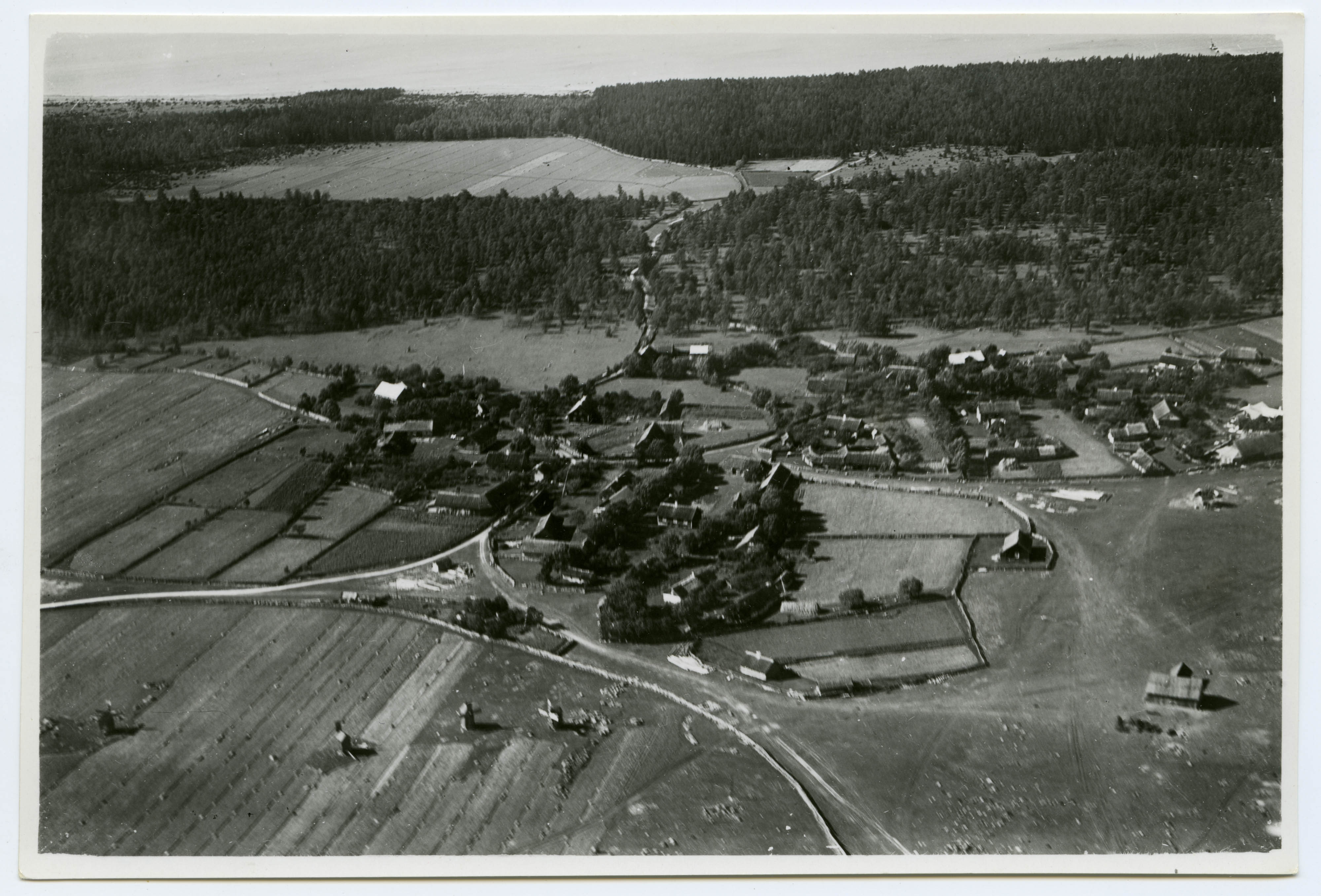
Saxby im Jahr 1934

Saxby (deutsch Saksbi, estlandschwedisch Saxbe) ist ein Dorf (estnisch küla) in der Landgemeinde Vormsi (Vormsi vald) im Kreis Lääne. Der Ort liegt im Nordwesten der viertgrößten estnischen Insel Vormsi (deutsch Worms, schwedisch Ormsö).

## Einwohnerschaft und Geschichte
Saxby hat heute nur noch vier Einwohner (Stand 31. Dezember 2011). Das Dorf liegt nur wenige hundert Meter von der Westküste Vormsis entfernt.
Der Ort wurde erstmals 1540 unter dem Namen Saxby urkundlich erwähnt. 1565 ist er als Saxeby verzeichnet. Angeblich soll das Dorf von einem Deutschen gegründet worden sein, daher der Name „Sachsendorf“. Von 1588 bis 1850 lebten in Saxby nur estlandschwedische Einwohner.

## Leuchtturm

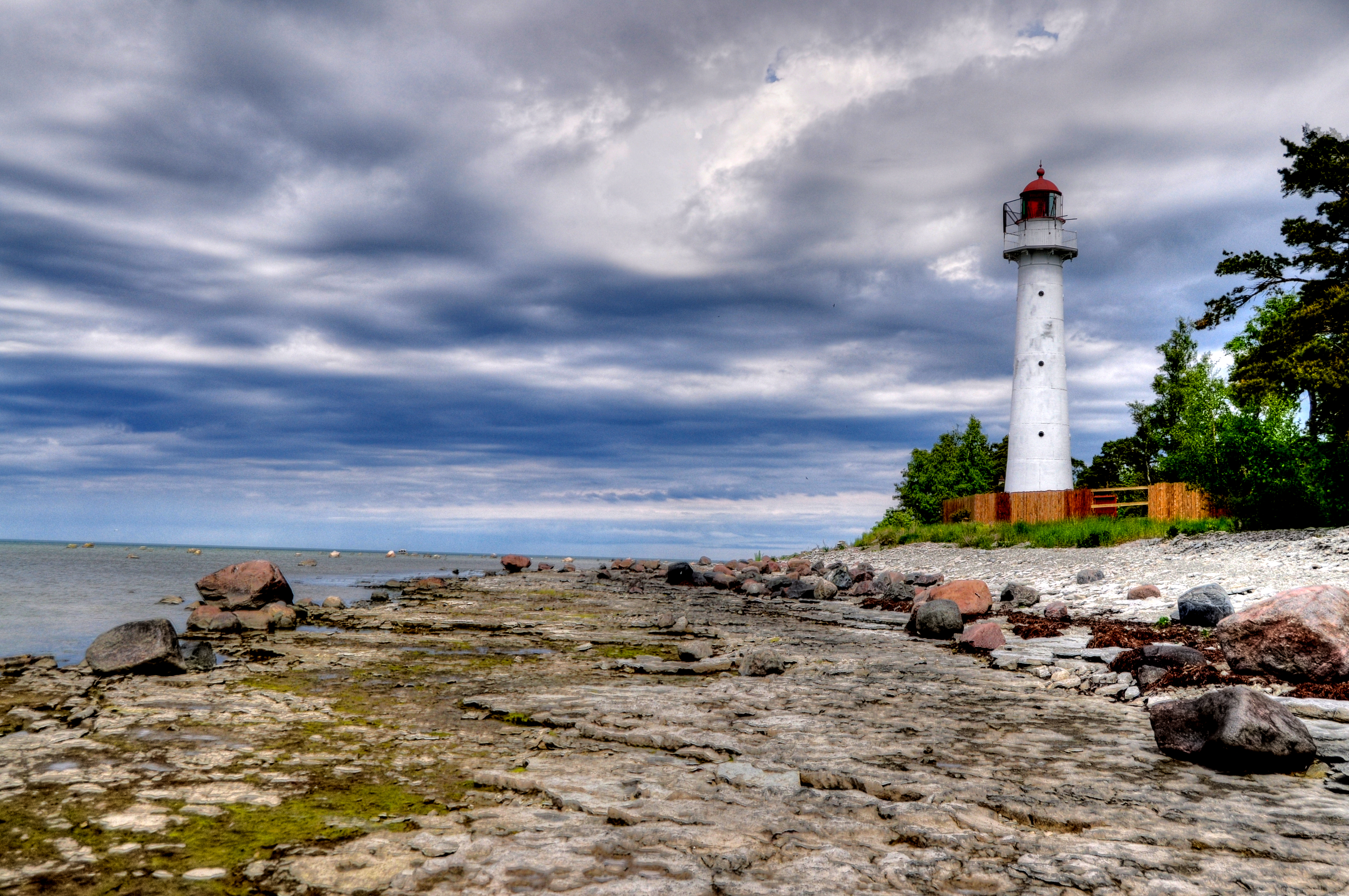
Leuchtturm von Saxby

Wahrzeichen von Saxby ist der 1864 errichtete Leuchtturm, der älteste der drei Leuchttürme Vormis. Er ist der erste Leuchtturm Estlands, der nach dem System des Erfinders Alexander Gordon erbaut wurde. Der aus Gusseisen-Platten errichtete Leuchtturm ist 24 Meter hoch. Sein Lichtstrahl ist zwölf Seemeilen weit zu sehen.
Die beiden übrigen Leuchttürme bei Norrby wurden erst 1935 in Dienst gestellt.
In der Nähe des Leuchtturms von Saxby befinden sich die Überreste der großen Seebefestigungen, die die zaristische Armee Anfang des 20. Jahrhunderts erbauen ließ.